# Grizzly (film)
Ne doit pas être confondu avec Grizzlis (film).
Pour plus de détails, voir Fiche technique et Distribution.
Grizzly, le monstre de la forêt (Grizzli) est un film américain réalisé par  William Girdler, sorti en 1976.

## Synopsis
Dans le parc national de Yellowstone, les corps atrocement mutilés de deux jeunes femmes sont découverts au milieu d'un bois. Est-ce  l’œuvre d'un homme ou une bête féroce ? Le tueur inconnu frappe à nouveau. Tout laisse à penser qu'il s'agit d'un énorme animal, mais personne ne l'a encore vu. Le directeur du parc, soucieux du déficit budgétaire que pourrait causer la fuite des touristes, dépêche vite une équipe chargée de traquer ce qui semble être la cause de tout cela.
Soudain au milieu d'un fourré, apparaît, dans un terrible grognement, un ours énorme, un gigantesque grizzly avec des pattes aussi grosse que des roues de voiture. Comment vaincre ce monstre ? Michael Kelly, le chef des Rangers et Don Stobber, un pilote d'hélicoptère, se lancent à sa poursuite. Arthur Scott, un naturaliste qui connaît bien la faune du parc, cherche plutôt à capturer l'animal. Mais Scott est surpris et tué par le grizzly. Dès lors, Kelly et Stobber, emploient tous les moyens pour trouver et occire la bête qui semble atteinte de folie furieuse.

## Fiche technique
- Titre original : Grizzli
- Titre français : Grizzly, le monstre de la forêt
- Réalisation : William Girdler
- Scénario : Harvey Flaxman et David Sheldon
- Musique : Robert O. Ragland
- Société de production : Film Ventures International
- Pays d'origine : (États-Unis)
- Lieu de tournage : Clayton, Géorgie, États-Unis
- Langue originale : anglais
- Genre : horreur
- Durée : 97 minutes (1h37)
- Dates de sortie : 
  - États-Unis : 21 mai 1976
  - France : 25 août 1976
- Film interdit aux moins de 16 lors de sa sortie en France, mais interdit aux moins de 12 ans de nos jours.

## Distribution
- Christopher George (VF : Jean Fontaine (acteur)) : Michael Kelly
- Andrew Prine (VF : Pierre Arditi) : Don Stober
- Richard Jaeckel (VF : Dominique Collignon-Maurin) : Arthur Scott
- Joan McCall : Allison Corwin
- Joe Dorsey (VF : André Falcon) : Charley Kittridge
- Charles Kissinger (VF : Henri Labussière) : le Dr. Samuel Hallitt
- Kermit Echols (VF : Jean-Henri Chambois) : Walter Corwin
- Tom Arcuragi : le Ranger Tom
- Victoria Johnson (Vicki Johnson) : le Ranger Gail
- Kathy Rickman (Catherine Rickman) : June Hamilton
- Mary Ann Hearn (VF : Martine Irzenski) : Margaret, la première victime
- Harvey Flaxman (VF : Roger Rudel) : le reporter
- Mike Clifford : Pat
- David Newton : Mike
- Mike Gerschefski : George
- Susan Orpin : la mère de Bobby
- David M. Holt Jr. : le chasseur isolé
- Brian Robinson : Bobby
- Sandra Dorsey : Sally Walker
- Gene Witham : Harry Walker
- Susan Backlinie : une victime
- Amos Gillespie : un Ranger
- Lee S. Jones Jr. : un homme interviewé
- Teddy : le grizzly

## Autour du film
- Dans le film, l'ours grizzly est dressé par Monty Cox.

## Faux-raccord
- Dans la scène finale où l'ours étreint Andrew Prine, la séquence au ralenti permet de voir qu'il s'agit d'un homme costumé, filmé de dos. Parfois, il fait une très légère rotation sur la droite, qui laisse apparaître durant une fraction de seconde, une infime partie de sa tête.

## Suite
Une suite, intitulée Grizzly II: Revenge (en) (parfois nommée Grizzly II: The Predator ou Grizzly II: The Concert), est tournée en 1983 en Hongrie. Réalisé par André Szöts, le film ne sort finalement pas en salles. David Sheldon, coproducteur et scénariste Grizzly, écrit le scénario avec sa femme Joan McCall. Cette dernière reprend également son rôle du premier film. Louise Fletcher, Steve Inwood (en), John Rhys-Davies, Deborah Raffin sont également dans le film. Grizzli 2 voit aussi la participation d'acteurs inconnus à l'époque comme Charlie Sheen, George Clooney et Laura Dern.
Le tournage du film est quasiment achevé mais les effets spéciaux pour des plans d'ours en animatronique ne sont pas réalisés. Joseph Proctor, l'un des producteurs, disparait avec l'argent du film. Des archives d'images d'ours seront utilisées pour tenter de compenser ce manque. Une copie pirate de la version workprint du film est dévoilée en 2007. En 2019, GBGB International reprend en main le projet et produit une version complète, projetée au Hollywood Reel Independent Film Festival en février 2020. Le film sera ensuite disponible fin 2020.